# Arefu, Argeș
Arefu este un sat în comuna cu același nume din județul Argeș, Muntenia, România.